# Haugtussa
Die Haugtussa (norwegisch für Holznymphe) ist ein 1134 m hoher Berg im ostantarktischen Königin-Maud-Land. Er ragt östlich des Kampbreen im nordzentralen Teil der Sør Rondane auf.
Wissenschaftler des Norwegischen Polarinstituts benannten ihn 1988.